# Lijst van voetbalinterlands Griekenland - Slowakije
Deze lijst van voetbalinterlands is een overzicht van alle officiële voetbalwedstrijden tussen de nationale teams van Griekenland en Slowakije. De landen speelden tot op heden zes keer tegen elkaar. Het eerste duel, een vriendschappelijke wedstrijd, werd gespeeld in Rodos op 15 november 2000. De laatste ontmoeting, eveneens een vriendschappelijke wedstrijd, vond plaats op 7 juni 2025 in Iraklion.

## Wedstrijden
| № | Plaats     | Datum            | Competitie           | Wedstrijd               | Uitslag |
| - | ---------- | ---------------- | -------------------- | ----------------------- | ------- |
| 1 | Rodos      | 15 november 2000 | Vriendschappelijk    | Griekenland – Slowakije | 0 – 2   |
| 2 | Púchov     | 30 april 2003    | Vriendschappelijk    | Slowakije – Griekenland | 2 – 2   |
| 3 | Bratislava | 20 augustus 2008 | Vriendschappelijk    | Slowakije – Griekenland | 0 – 2   |
| 4 | Bratislava | 16 oktober 2012  | WK 2014 kwalificatie | Slowakije – Griekenland | 0 – 1   |
| 5 | Piraeus    | 11 oktober 2013  | WK 2014 kwalificatie | Griekenland – Slowakije | 1 – 0   |
| 6 | Iraklion   | 7 juni 2025      | Vriendschappelijk    | Griekenland − Slowakije | 4 − 1   |

## Samenvatting
| Competitie        | Totaal gespeeld | Winst Griekenland | Gelijk | Winst Slowakije | Doelsaldo Griekenland – Slowakije |
| ----------------- | --------------- | ----------------- | ------ | --------------- | --------------------------------- |
| WK-kwalificatie   | 2               | 2                 | 0      | 0               | 2 − 0                             |
| Vriendschappelijk | 4               | 2                 | 1      | 1               | 8 − 5                             |
| Totaal            | 6               | 4                 | 1      | 1               | 10 − 5                            |

## Details

### Eerste ontmoeting
| Vriendschappelijk (Rodos, Griekenland, 15 november 2000): |       |                                     |
| Griekenland                                               | 0 – 2 | Slowakije                           |
|                                                           | goals | 17' Szilárd Németh 72' Peter Németh |

### Tweede ontmoeting
| Vriendschappelijk (Púchov, Slowakije, 30 april 2003): |       |                                                |
| Slowakije                                             | 2 – 2 | Griekenland                                    |
| Szilárd Németh 14' Szilárd Németh 87'                 | goals | 13' (pen.) Vasilis Tsiartas 76' Lampros Houtos |

### Derde ontmoeting
| Vriendschappelijk (Bratislava, Slowakije, 20 augustus 2008): |       |                                 |
| Slowakije                                                    | 0 – 2 | Griekenland                     |
|                                                              | goals | 62' Fanis Gekas 86' Fanis Gekas |

### Vierde ontmoeting
| WK 2014 kwalificatie (Bratislava, Slowakije, 16 oktober 2012): |       |                          |
| Slowakije                                                      | 0 – 1 | Griekenland              |
|                                                                | goals | 63' Dimitrios Salpigidis |

### Vijfde ontmoeting
| WK 2014 kwalificatie (Piraeus, Griekenland, 11 oktober 2013): |       |           |
| Griekenland                                                   | 1 – 0 | Slowakije |
| Martin Škrtel 44' (e.d.)                                      | goals |           |